# Chokkanahalli, Sidlaghatta
Chokkanahalli là một làng thuộc tehsil Sidlaghatta, huyện Kolar, bang Karnataka, Ấn Độ.